# كريستيان أبياتي
كريستيان أبياتي (بالإيطالية: Christian Abbiati)‏ (أبياتيغراسو، 8 يوليو 1977)، لاعب كرة قدم إيطالي سابق، ويلعب كحارس مرمى، وكان أحد المشاركين في أولمبياد سيدني 2000.

## مسيرته الكروية

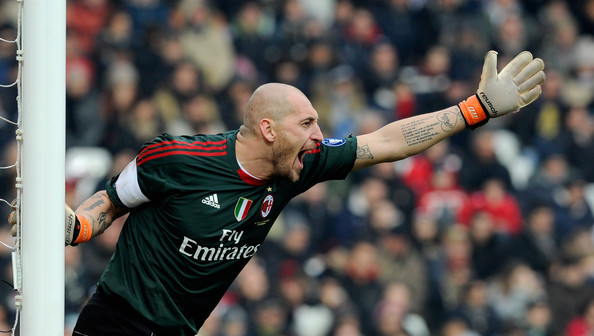
كريستيان أبياتي

بدأ أبياتي مشواره الاحترافي في نادي مونزا في عام 1994، وأعير في موسم 1995/1996 إلى نادي بورغوسسيا، وفي عام 1998 اشتراه نادي إيه سي ميلان، وفي موسم 2005/2006 أعير إلى نادي يوفنتوس وذلك بسبب إصابة الحارس جيانلويجي بوفون في مباراة إيه سي ميلان ويوفنتوس في كأس برلوسكوني، ولعب مع يوفنتوس 19 مباراة، وفي موسم 2006/2007 أعير إلى نادي تورينو القطب الثاني في مدينة تورينو. يلعب أبياتي ابتداءً من موسم 2007/08 معاراً إلى نادي أتلتيكو مدريد لمدة سنة واحدة، وفي عام 2008 عاد إلى إيه سي ميلان. وفي عام 2016 أعلن اعتزاله كرة القدم.

## الإنجازات

### النادي
ميلان
- الدوري الإيطالي (3): 1998–99، 2003–04، 2010–11
- كأس إيطاليا (1): 2002–03
- كأس السوبر الإيطالي (2): 2004، 2011
- دوري أبطال أوروبا (1): 2002–03
- كأس السوبر الأوروبي (1): 2003

### المنتخب
إيطاليا
- بطولة أمم أوروبا وصيف: 2000

## روابط خارجية
- كريستيان أبياتي على موقع الاتحاد الدولي (مؤرشف)  (الإنجليزية)
- كريستيان أبياتي على موقع الاتحاد الأوربي (الإنجليزية)
- كريستيان أبياتي على موقع قاعدة بيانات كرة القدم.إي يو (الإنجليزية)
- كريستيان أبياتي على موقع ناشيونال فوتبول تيمز (الإنجليزية)
- كريستيان أبياتي على موقع Soccerway.com (الإنجليزية)
- كريستيان أبياتي على موقع عالم كرة القدم.نت (الإنجليزية)
- كريستيان أبياتي على موقع كووورة
- كريستيان أبياتي على موقع أوليمبيديا (الإنجليزية)
- كريستيان أبياتي على موقع AS.com (الإسبانية)